# Бакумівська волость
Бакумівська волость — історична адміністративно-територіальна одиниця Білоцерківського повіту) Київської губернії з центром у селі Бакумівка.
Утворена близько 1919 року виділенням з Вінцентівської волості.
На 1923 рік волость складалася із 6 поселень, 2442 господарств. Населення становило 10 030 осіб (4873 чоловічої статі та 5167 жіночої статі).
Поселення волості:
- Бакумівка (село, 1189 мешканців)
- Землянка (село, 931 мешканців)
- Ромашки (село, 2532 мешканці)
- Телешівка (село, 3190 мешканці)
- Шарки (село, 2108 мешканців)
- Малеванка (хутір, 80 мешканців)